# Новосибирский троллейбус
Новосиби́рский тролле́йбус — система троллейбусного транспорта в городе Новосибирске. Движение началось 6 ноября 1957 года. Является второй по счёту (после Омска) троллейбусной системой в зауральской части России.

## История и общие сведения
Планы по пуску троллейбуса в Новосибирске рассматривались ещё в 1936 году. Однако из-за отсутствия свободных производственных мощностей пуск троллейбуса отложили на неопределённое время.
Пробная поездка состоялась 6 ноября 1957 года, накануне празднования 40-летия Октябрьской революции. На следующий день началось регулярное ежедневное движение по маршруту «Аэропорт — ул. Мостовая (автовокзал)». Первоначальное количество троллейбусов в городе составляло 10 единиц МТБ-82, а к 1958 году их количество возросло до 45.
В 1960 году общая протяжённость троллейбусных линий достигла 53 километра.
В октябре 1961 года начинается эксплуатация троллейбусов модели ЗиУ-5, поступивших из г. Энгельс.
22 декабря 1962 года открывается Кировское троллейбусное депо по ул. Сибиряков-Гвардейцев.
В 1972 году, на улицах города появляются 16 троллейбусов ЗиУ-9.
19 октября 1976 года открывается Заельцовское троллейбусное депо.
К концу 1977 года протяженность троллейбусных линий (177,1 км) стала, больше чем трамвайных (174,62 км).
С 1984 года в Новосибирске началась успешная эксплуатация троллейбусных поездов из двух машин ЗиУ-682, работающих по системе Владимира Веклича.
К 1984 году общая протяжённость троллейбусных линий превысила 238 километров. В городе в это время действовало 35 троллейбусных маршрутов, а парк составлял 331 троллейбус.
28 декабря 1988 года открывается Ленинское троллейбусное депо.
С 1992 года происходила ликвидация некоторых участков контактной сети. К 2006 году протяжённость троллейбусных линий составляла около 133 километров.
Общее количество машин сохраняется приблизительно на постоянном уровне, ни один сибирский город не сохранил такого количества подвижного состава этого вида электротранспорта.
В 2004 году доля троллейбусного транспорта в городских перевозках составляла 24 %, уступая только автобусам. Среди муниципального транспорта троллейбус занимал лидирующую позицию с долей 30%. В 2008 году доля троллейбуса в общегородских перевозках составила около 13 % (среди муниципального транспорта — 32 %, уступая только метрополитену), что объясняется главным образом ростом числа перевезённых частными автобусами пассажиров.
В 2011 году пассажиропоток составил 52,1 миллиона человек.
С 16 июля 2018 года начата реализация пилотного проекта сетевой поездки, в рамках которого пассажир, пересаживающийся в течение часа с любого троллейбуса или трамвая на другой троллейбус или трамвай (в том числе этого маршрута) получает скидку 100 % на вторую поездку. Также пассажир получает скидку 50 % на вторую поездку в случае пересадки с троллейбуса маршрутов 29 на метрополитен и обратно. Данный проект показал, что большинство пассажиров предпочитает пересадку на метро и далее троллейбусы едут пустыми. Для удобства пассажиров и сокращения дублирования часть подвижного состава маршрута № 29 переведена на созданный маршрут № 29К, который также был включён в программу.

## Подвижной состав

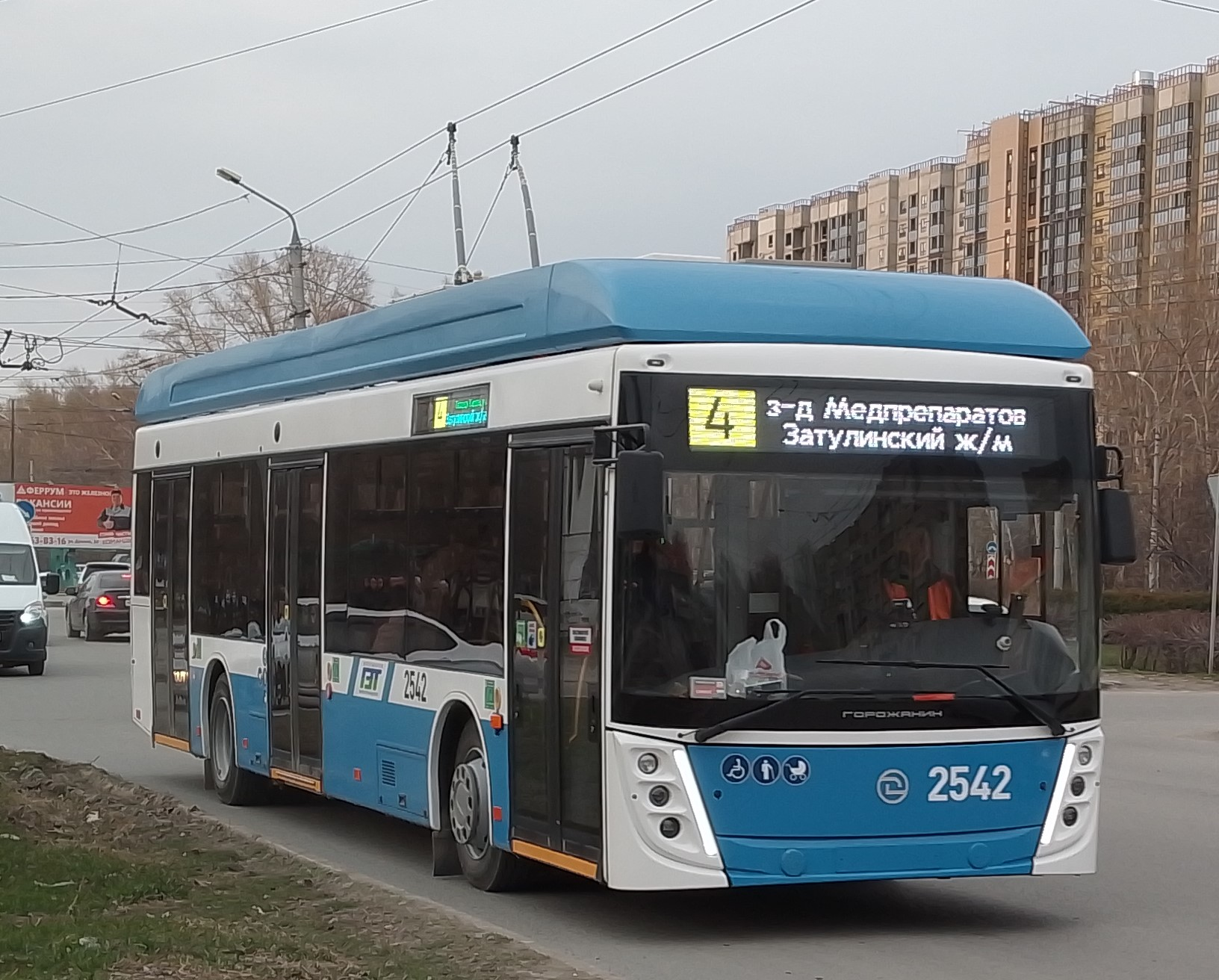
УТТЗ "Горожанин", маршрут 4

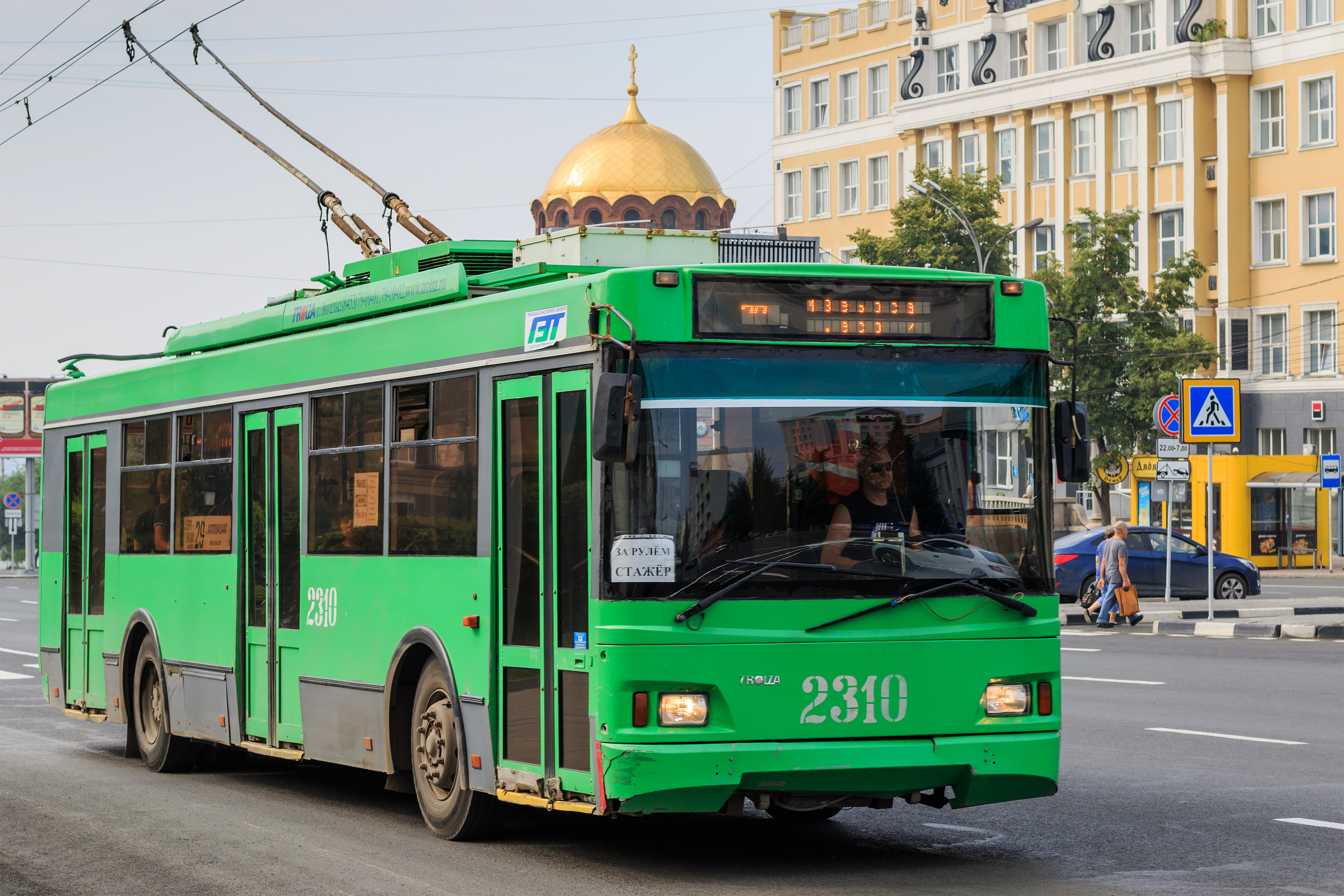
Тролза-5275.06, маршрут 29 (маршрут 2012-2020 гг., который ходил от Северо-Чемского ж/м до пл. Калинина, через Октябрьский мост)

| Модель троллейбуса         | Количество |
| -------------------------- | ---------- |
| УТТЗ-6241.01 «Горожанин»   | 258        |
| Тролза-5275.03 «Оптима»    | 2          |
| Тролза-5275.05 «Оптима»    | 26         |
| Тролза-5275.06 «Оптима»    | 17         |
| ТролЗа-5265.00 «Мегаполис» | 15         |
| СТ-682Г                    | 2          |

## Маршруты
| Действующие маршруты     |                                                          |                                                   |
| №                        | Маршрут                                                  |                                                   |
| 2                        | Городской аэропорт — Вокзал Новосибирск-Главный          |                                                   |
| 4                        | Затулинский жилмассив — Совхоз Левобережный              |                                                   |
| 5                        | Микрорайон Стрижи — Ленинградская улица                  |                                                   |
| 7                        | Станиславский жилмассив — Автовокзал Новосибирск-Главный |                                                   |
| 8                        | Затулинский жилмассив — Ключ-Камышенское плато           |                                                   |
| 10                       | Вокзал Новосибирск-Главный — Улица Александра Анцупова   |                                                   |
| 13                       | Учительская улица — Метро Речной вокзал                  |                                                   |
| 22                       | Учительская улица — Цветущая Плющиха                     |                                                   |
| 23                       | Сад им. Дзержинского — Вокзал Новосибирск-Главный        |                                                   |
| 24                       | ЖК Северная Корона — Станиславский жилмассив             |                                                   |
| 26                       | Затулинский жилмассив — Молкомбинат                      |                                                   |
| 29                       | Улица Александра Чистякова — ЖК Новомарусино             |                                                   |
| 35                       | Метро Площадь Маркса — Криводановский карьер             |                                                   |
| 36                       | Лазурная улица — Вокзал Новосибирск-Главный              |                                                   |
| Вспомогательные маршруты |                                                          |                                                   |
| №                        | Маршрут                                                  | Маршрут                                           |
| 5к                       | Микрорайон Стрижи — Метро Заельцовская                   |                                                   |
| 7к                       | Станиславский жилмассив — Метро Площадь Маркса           |                                                   |
| 8к                       | Затулинский жилмассив — Метро Площадь Маркса             |                                                   |
| 15к                      | Северо-Чемской жилмассив — Метро Площадь Маркса          |                                                   |
| Отменённые маршруты      |                                                          |                                                   |
| №                        | Маршрут                                                  | Маршрут                                           |
| 1                        | Улица Ляпидевского — Ленинградская улица                 | Улица Ляпидевского — Ленинградская улица          |
| 3                        | Лазурная улица — Сад им. Дзержинского                    | Лазурная улица — Сад им. Дзержинского             |
| 5а                       | Метро Заельцовская - Ключ-Камышенское плато              | Метро Заельцовская - Ключ-Камышенское плато       |
| 6                        | Вокзал Новосибирск-Главный — Метро Площадь Маркса        | Вокзал Новосибирск-Главный — Метро Площадь Маркса |
| 7к                       | Станиславский жилмассив — Дом Ленина                     | Станиславский жилмассив — Дом Ленина              |
| 9                        | Учительская улица — ДК им. Кирова                        | Учительская улица — ДК им. Кирова                 |
| 10к                      | Сад им. Дзержинского — Лазурная улица                    | Сад им. Дзержинского — Лазурная улица             |
| 11                       | Завод медпрепаратов — Станиславский жилмассив            | Завод медпрепаратов — Станиславский жилмассив     |
| 12                       | Автовокзал — Лазурная улица                              | Автовокзал — Лазурная улица                       |
| 13                       | Молкомбинат — Станиславский жилмассив                    | Молкомбинат — Станиславский жилмассив             |
| 14                       | Вокзал Новосибирск-Главный — карьер Борок                | Вокзал Новосибирск-Главный — карьер Борок         |
| 15                       | Волочаевский жилмассив — Бетонный завод                  | Волочаевский жилмассив — Бетонный завод           |
| 16                       | ДК им. Кирова — Лазурная улица                           | ДК им. Кирова — Лазурная улица                    |
| 17                       | Вокзал Новосибирск-Главный — Учительская улица           | Вокзал Новосибирск-Главный — Учительская улица    |
| 18                       | Автовокзал — ДК им. Кирова                               | Автовокзал — ДК им. Кирова                        |
| 19                       | Площадь Калинина — Бетонный завод                        | Площадь Калинина — Бетонный завод                 |
| 20                       | Лазурная улица — Вокзал Новосибирск-Главный              | Лазурная улица — Вокзал Новосибирск-Главный       |
| 21                       | Сад им. Дзержинского — Метро Речной вокзал               | Сад им. Дзержинского — Метро Речной вокзал        |
| 25                       | Вокзал Новосибирск-Главный — ул. Ленинградская           | Вокзал Новосибирск-Главный — ул. Ленинградская    |
| 27                       | Автовокзал — Вокзал Новосибирск-Главный                  | Автовокзал — Вокзал Новосибирск-Главный           |
| 28                       | Станиславский жилмассив — Метро Заельцовская             | Станиславский жилмассив — Метро Заельцовская      |
| 29к                      | Метро Площадь Маркса — Северо-Чемской жилмассив          | Метро Площадь Маркса — Северо-Чемской жилмассив   |
| 30                       | Метро Площадь Маркса — Молкомбинат                       | Метро Площадь Маркса — Молкомбинат                |
| 31                       | Метро Красный Проспект — Учительская улица               | Метро Красный Проспект — Учительская улица        |
| 32                       | Космическая улица — Бетонный завод                       | Космическая улица — Бетонный завод                |
| 33                       | Метро Студенческая — Затулинский жилмассив               | Метро Студенческая — Затулинский жилмассив        |
| 34                       | Автовокзал — ДК им. Кирова                               | Автовокзал — ДК им. Кирова                        |
| 401                      | Метро Заельцовская — Аэропорт Толмачево                  | Метро Заельцовская — Аэропорт Толмачево           |

## Исторические факты
В 80-е годы во время строительства станции метро «Площадь Маркса» конечной остановкой всех троллейбусных маршрутов левобережья была станция метро «Студенческая», троллейбусы следовали от неё по улицам Геодезической и Блюхера.
В городе есть довольно крупные участки дорожно-уличной сети, по которым ходит только 1 маршрут троллейбуса: улицы Дуси Ковальчук, Владимировская, Димитровский мост, проезд Энергетиков (троллейбус 24); улицы Челюскинцев, Гоголя и Кошурникова до пересечения с проспектом Дзержинского (троллейбус 23); улица Фрунзе (троллейбус 36); Нарымская улица, Плановая улица, улица Жуковского (троллейбус 2); улицы Учительская, Авиастроителей, Трикотажная (троллейбус 22); улицы Танковая, Ипподромская и Писарева (троллейбус 13), улица Петухова (троллейбус 26). Троллейбус 13 также является единственным общественным транспортом вообще, следующим по улице Писарева от улицы Ипподромской до Красного проспекта, а троллейбус 2 — по улице Нарымской от площади Лунинцев до площади Кондратюка. 

## Депо
В настоящее время в Новосибирске действует 4 троллейбусных депо. Нумерация вагонов четырёхзначная, первая цифра соответствует номеру депо (не филиала), к которому приписан троллейбус, следующие три цифры — порядковый номер поступления троллейбуса в депо, начиная с 1978 года.

### Филиал № 1 МКП «ГЭТ»
Бывшее Дзержинское троллейбусное депо № 1.
Первое троллейбусное депо города. Однако открыто было несколько позже пуска троллейбуса. Единственное депо, которое не эксплуатировал сочленённые троллейбусы(с гармошками); одной из причин этого являются малые размеры здания депо.
Обслуживает маршруты № 10, 13 (совместно с головным депо МКП «ГЭТ»), 22, 23, 36. Бортовые номера машин: 1247-1317, 1501-1527, 2522-2548 (чётные машины, нечётные в Заельцовском депо) и 4501-4517
Адрес: ул. Алейская, д. 4.

### Филиал № 2 «Кировский троллейбусный» МКП «ГЭТ»
Бывшее Кировское троллейбусное депо № 2.
Обслуживает маршруты № 4, 8, 26, 29 (совместно с филиалом № 3).
Адрес: ул. Сибиряков-Гвардейцев, д. 49.
Открыто в 1962 году. Бортовые номера машин: 2302-2323, 2501-2520 и 2549-2588

### МКП «ГЭТ» (Производственная Площадка)
Муниципальное казённое предприятие «ГорЭлектроТранспорт» (бывшее Заельцовское троллейбусное депо № 3) является головным предприятием системы новосибирского городского электротранспорта. Все остальные троллейбусные и трамвайные депо города, а также служба электроснабжения подчинены ему в виде филиалов.
Открыто 19 октября 1976 года.
Обслуживает маршруты № 2, 5, 13 (совместно с филиалом № 1), 24 (совместно с филиалом № 3).
Адрес: ул. Аэропорт, д. 17. Бортовые номера машин: 3304-3336 и 3501-3544, 2521-2547 (Нечётные машины), 4109 и 4120-4121

### Филиал № 3 «Ленинский троллейбусный» МКП «ГЭТ»
Бывшее Ленинское троллейбусное депо № 4.
Самое молодое депо в городе. Открыто в 1989 году. На его базе расположен цех капитального ремонта троллейбусов. Характерной особенностью прошедших на нём ремонт машин являются боковые окна увеличенной высоты в средней части кузова. На базе одного из серийных ЗиУ-9 был оборудован экскурсионный троллейбус, эксплуатируемый МКП «ГЭТ».
Обслуживает маршруты № 7, 24 (совместно с головным депо МКП «ГЭТ»), 29 (совместно с филиалом № 2), 35. Ранее депо обслуживало маршруты № 6, 11.
Адрес: ул. Станционная, д. 98а. Бортовые Номера: 4518-4559.